# Lophira alata
Lophira alata (Azobé) is een soort uit de familie Ochnaceae. Deze staat op de Rode Lijst van de IUCN geklasseerd als 'kwetsbaar'.
Het is een zeer grote boom die een groeihoogte bereikt van 40 tot 60 meter. De boom heeft een lange, smalle kroon van steil opgaande takken. De gegroefde stam is lang en recht. Deze kan tot 30 meter onvertakt zijn en heeft een diameter van 120 tot 180 centimeter.
De soort komt voor in westelijk tropisch Afrika, tussen de landen Senegal en Oeganda. De boom groeit daar in groenblijvende en vochtige regenwouden op hoogtes van 550 tot 1300 meter. Verder groeit hij ook in groenblijvende en vochtige loofbossen, in zoetwatermoerasbossen en dicht bij rivieroevers.
De boom levert een zeer duurzame hardhout, Azobé geheten. Dit hout wordt gebruikt voor zwaar en duurzaam constructiewerk, steigers en vloeren. De zaden van de boom worden in het wild geoogst, hieruit wordt een goede kwaliteit eetbare olie gewonnen. Deze olie wordt gebruikt als haarolie en is geschikt voor het maken van zeep.